# ليوناردو أوليفيرا
ليوناردو أوليفيرا (بالإسبانية: Leonardo Olivera Troncoso)‏ هو لاعب كرة قدم تشيلي في مركز الهجوم، ولد في 8 يونيو 1987 في كيوراكافاي في تشيلي. لعب مع ديبورتيس ماجالانز.